# Studiocanal GmbH

Ehemaliges Kinowelt-Logo

Die Studiocanal GmbH (Eigenschreibweise STUDIOCANAL) mit Sitz in Berlin ist die deutsche Sparte der französischen Medien-Unternehmensgruppe Studiocanal. Die Berliner Tochtergesellschaft ist eine der größten deutschen Verleihfirmen für Kinofilme sowie ein großer Anbieter von DVDs und BDs. Die Studiocanal-Gruppe, die zu 100 % zur französischen Groupe Canal+ gehört, koproduziert zudem Kinofilme und ist im Handel mit Lizenzen für Film- und Fernsehrechte aktiv.
Die am 1. September 2011 gegründete Studiocanal GmbH ist Nachfolgerin der ehemaligen Kinowelt GmbH mit Sitz in Leipzig, die 2008 von Vivendi, Muttergesellschaft von Canal+, übernommen worden war. Die Kinowelt GmbH wiederum war aus der 1984 gegründeten und 2001 aufgelösten Kinowelt AG mit Sitz in München hervorgegangen.

## Kennzahlen
2021 erzielte die von der Holding Kinowelt GmbH geführte Gruppe mit 79 Mitarbeitern einen Umsatzerlös von 55,7 Millionen Euro. Der Marktanteil des Verleihgeschäfts lag bei 5,5 Prozent, während die Kinowelt im Bereich Home Entertainment einen Anteil von 4,3 Prozent erreichte. 22 Kinofilme wurden in diesem Jahr gestartet und 263 DVDs veröffentlicht. Die Gesellschaften der Kinowelt-Gruppe können zusammen über rund 10.000 Filme verfügen.

## Geschichte

### Kinowelt AG
Kinowelt wurde 1984 von Rainer und Michael Kölmel in Göttingen gegründet. Das Unternehmen spezialisierte sich zunächst auf relativ unbekannte Filme für Programmkinos. Der erste Film, für den die Kölmel-Brüder das Verleihrecht kauften, war Gregory's Girl (1980) von Bill Forsyth. Ende 1987 zog das junge Unternehmen nach München und wurde in eine GmbH umgewandelt. 1994 übernahm die Kinowelt drei Kinos in Köln. Der Durchbruch des Unternehmens gelang mit dem Spielfilm Der englische Patient im Jahre 1996, dessen Rechte Kölmel für 1,5 Millionen Euro gekauft hatte und der im Anschluss neun Oscars gewann. Es folgten ein rascher Expansionskurs - 1997 belief sich der Jahresumsatz auf umgerechnet ca. 55 Millionen Euro - und 1998, bei einem Jahresumsatz von knapp 200 Millionen DM, der Börsengang an den Neuen Markt als Kinowelt AG. Zu ihren Blütezeiten hatte die Kinowelt Medien AG eine Marktkapitalisierung von mehr als einer Milliarde Euro. In einem Bieterstreit mit RTL Group/Bertelsmann und der Kirch-Gruppe um ein Medienpaket von Warner Bros. Entertainment mit TV-Rechten für 70 Filme ging Kinowelt im August 1999 zum Kaufpreis von 560 Millionen DM als Sieger hervor. Weil RTL und Kirch, als Eigentümer der privaten Fernsehsender in Deutschland, keine Filme des Pakets in ihr Programm aufnahmen, geriet Kinowelt ab 2001 zunehmend in finanzielle Schwierigkeiten. Im Jahr 2000 hatte Kinowelt noch um die 1000 Mitarbeiter beschäftigt und 600 Millionen DM umgesetzt. Ende November 2001 war die Kinowelt-Aktie, die einst bei 84 Euro notierte, auf einen Kurs von 60 Cents gefallen. Als die an der Finanzierung beteiligten Banken, darunter die ABN AMRO mit 140 Millionen Mark, schließlich die Kredite kündigten, musste die Kinowelt AG im Dezember 2001 mit einer Verschuldung von einer halben Milliarde Euro Insolvenz anmelden.

### Kinowelt GmbH
Kölmel gelang es 2003, die Filmbibliothek und 18 ehemalige Tochtergesellschaften der Kinowelt AG für seine neu gegründete Kinowelt GmbH mit Sitz in Leipzig aus der Konkursmasse für 32 Millionen Euro zu erwerben. Finanziert wurde dies durch ein Privatinvestement der Kölmel-Brüder von 4,5 Millionen Euro und durch Bankkredite, hauptsächlich durch die Sparkasse Leipzig. Mit seinem neuen Unternehmen, das 2003 einen Umsatz von 44 Millionen Euro erzielte und ein Jahr darauf 80 Angestellte zählte, konnte Kölmel wieder Gewinne erwirtschaften. Anfang 2008 wurde die Kinowelt-Gruppe für von der Presse geschätzte 70 Millionen Euro von dem französischen Filmunternehmen Studiocanal übernommen, ein Tochterunternehmen der Canal+-Gruppe, die ihrerseits zum französischen Medienkonzern Vivendi gehört. Michael und Rainer Kölmel fungieren jedoch noch als Berater. Vorsitzender der deutschen Geschäftsführung war ab Juli 2008 Jan-Pelgrom de Haas; am 7. Juli 2009 übernahm Wolfgang Braun diesen Posten.

### Studiocanal GmbH
Seit dem 1. September 2011 firmiert das Unternehmen als deutscher Zweig der Studiocanal-Gruppe unter dem Namen Studiocanal GmbH mit Sitz in Berlin. Im Kaufvertrag von 2008 war eine dreijährige Sperrklausel enthalten, die den Wegzug aus Leipzig für diese Dauer verhinderte.

## Beteiligungen
- Popular Film GmbH
- Broadway Kino GmbH
- Felix Film GmbH

### Filmproduktion
- Pro-ject Filmproduktion im Filmverlag der Autoren GmbH sowie Pro-ject Filmproduktion im Filmverlag der Autoren GmbH & Co. Produktions-Kommanditgesellschaft.
- Extrafilm Produktion GmbH

### Filmverleih
Die Kinowelt-Filmverleih GmbH vermarktet in Deutschland unter den beiden Labels Kinowelt (vom Blockbuster bis zum Genrefilm) und Arthaus Filmvertrieb (anspruchsvolle Filme der Vergangenheit und Gegenwart, häufig auch aus deutscher Produktion). In Österreich werden die Kinowelt-Filme über die Label Filmladen/Lunafilm, in der Schweiz über Frenetic Films verliehen.
Zu den im Kinowelt-Verleih erschienenen Filmen zählen die Spielfilme Der englische Patient, Mr. & Mrs. Smith, Der ewige Gärtner, Der freie Wille (Silberner Bär der Berlinale 2006), Mensch, Dave! (2008, mit Eddie Murphy), Der Love Guru (2008, mit Mike Myers), Die Stadt der Blinden (2008) und die Dokumentationen Am Limit, Shine a Light, Die Reise der Pinguine und (der bislang größte Kinowelt-Kassenerfolg) Deutschland. Ein Sommermärchen. Einen der größten Erfolge erzielte Kinowelt unter der neuen Firmierung Studiocanal mit dem Hunger-Games-Franchise in Deutschland.

### DVD-Vertrieb
Die Kinowelt Home Entertainment GmbH befasst sich mit Herstellung, Vermarktung sowie Vertrieb von DVDs. Weit über 1.000 Titel sind erhältlich.

### Lizenzhandel
Die Kinowelt International GmbH ist die Handelsgesellschaft für Lizenzrechte der Gruppe. Sie befasst sich mit dem Einkauf von Filmlizenzen für die Auswertung in der Kinowelt-Gruppe und andererseits der weltweiten Vergabe von Lizenzrechten für deutschsprachige und europäische Filme an Kino-Verleihunternehmen, Fernsehsender und DVD-Produzenten. 2005 wurden die DVD-Rechte der Kirch-Filmbibliothek aus der Insolvenzmasse der Kirch-Gruppe erworben (rund 5000 Titel). Kinowelt hält unter anderem Rechte an deutschen Filmklassikern der 1960er Jahre, Filmen des Filmverlag der Autoren sowie an mehreren Filmreihen (wie Winnetou, Edgar Wallace, Doktor Mabuse und Asterix).
Zu diesem Geschäftsfeld gehören auch die Gesellschaften:
- Jugendfilm Lizenzverwertungs GmbH
- Broadway Lizenzverwertungs GmbH & Co.KG
- Epsilon Motion Pictures GmbH, Finanzierung von Spielfilmproduktionen sowie der Rechtehandel (eine ehemalige Tochtergesellschaft der Kirch-Gruppe, im November 2005 durch Kinowelt erworben, seit April 2006 100%ige Kinowelt-Tochter).

#### Filmverlag der Autoren
Der 1971 in München als Selbsthilfeorganisation des deutschen Autorenfilms gegründete Filmverlag der Autoren gehört seit 1999 zur Kinowelt-Gruppe.
Zu ihm gehören die Gesellschaften:
- Filmverlag der Autoren und Futura Film GmbH & Co. Verleih Vertriebsgesellschaft KG
- Futura Film GmbH
- Futura Film Weltvertrieb im Filmverlag der Autoren GmbH

### Kooperation mit Zweitausendeins
Am 12. September 2006 wurde bekannt, dass die Beteiligungsgesellschaft MK Medien Beteiligungs GmbH der Kinowelt-Gründer Michael Kölmel und Reiner Kölmel den Versand des Verlages Zweitausendeins zu einem nicht genannten Kaufpreis übernommen hat. Nach dem Verkauf der Kinowelt-Gruppe verbleibt Zweitausendeins im Besitz von Michael Kölmel. Die Kooperation zwischen Arthaus und Zweitausendeins soll fortgesetzt werden.

### Ehemalige Beteiligungen

#### Arsenal Filmverleih
Von 1999 bis 2000 war die Kinowelt-Medien AG zu 75 Prozent am Arsenal Filmverleih beteiligt, aber noch vor der Insolvenz des Münchner Unternehmens wurde Arsenal 2001 wieder unabhängig.

#### B.TV
Von Juli 2000 bis Januar 2003 war die Kinowelt-Medien AG zu 11,9 Prozent (ab Februar 2002 zu 10,72 Prozent) am Baden-Württembergischen Privatsender B.TV beteiligt. Nach der Insolvenzanmeldung der Kinowelt-Medien AG im Dezember 2001 meldete im Juli 2002 auch B.TV Insolvenz an. B.TV wurde im Januar 2003 von dem Unternehmer Thomas Hornauer übernommen und in BTV4U umbenannt.

#### Kinowelt TV
Die Kinowelt Television GmbH betreibt seit 2004 den privaten Fernsehsender Kinowelt TV, der Spielfilme ausstrahlt. Kinowelt TV ist gesellschaftlich nicht mehr mit der Kinowelt verbunden. Beide haben aber die gleichen Wurzeln.